# Cyclosia pieridoides
Cyclosia pieridoides is een vlinder uit de familie van de bloeddrupjes (Zygaenidae). De wetenschappelijke naam van de soort is voor het eerst geldig gepubliceerd in 1854 door Herrich-Schäffer.